# Angostura magdalenensis
Angostura magdalenensis är en vinruteväxtart som först beskrevs av Cuatrecasas, och fick sitt nu gällande namn av B.W.P. de Albuquerque. Angostura magdalenensis ingår i släktet Angostura och familjen vinruteväxter. Inga underarter finns listade i Catalogue of Life.